# Libro di Geremia
Il Libro di Geremia (ebraico ירמיהו, Yermihàu; greco Ιερεμίας, Ieremías; latino Ieremias) è un testo contenuto nella Bibbia ebraica (Tanakh) e cristiana.
È scritto in ebraico e, secondo l'ipotesi maggiormente condivisa dagli studiosi, la redazione definitiva del libro è avvenuta in Giudea nel V a.C., sulla base di oracoli precedenti attribuiti al profeta Geremia, attivo nel Regno di Giuda tra il 626-586 a.C. circa.
È composto da 52 capitoli e, oltre ai temi tipici dei profeti ebraici (fedeltà a Dio, disprezzo delle nazioni e degli idoli pagani), il tema specifico del libro è quello dell'invito alla sottomissione all'Impero neo-babilonese, non seguito dal re Ioiakim e dalla classe dirigente e che portò alla deportazione e all'esilio di Babilonia.
Dio, mediante Geremia, vuole annunciare al suo popolo la volontà che esso, scevro da ogni velleità di natura potente, sia un popolo fedele, completamente affidato alla sua paternità, sotto la quale possa vivere in armonia difendendo il diritto di tutti. 
Il decreto di Dio circa la fine del Regno di Giuda, è proprio finalizzato all'adempimento di questo messaggio: la creazione, nel seno di Babilonia, di una comunità che, sottomessa al giudizio del Padre, possa svilupparsi nella continua ricerca del benessere di tutti. La deportazione farà ciò, facendo interiorizzare ai superstiti l'esperienza salvifica del Dio che li condusse fuori dalla schiavitù egiziana. A questo punto l'escatologia e il messianismo prendono il sopravvento: si annunzia la fine della mediazione gerarchica tra Dio e gli uomini, la consacrazione di persone che collaboreranno col Signore alla guida del popolo e la totale realizzazione dell'Alleanza nella Gerusalemme Celeste.

## Contenuto
Per quanto non sia facile riassumere il contenuto di un libro profetico, nel caso di Geremia l'impresa è in qualche modo facilitata dallo strettissimo legame con i grandi avvenimenti sociali e politici del suo tempo. In questa sezione si fa comunque violenza al testo, nel tentativo di presentare gli episodi salienti nel loro ordine cronologico, piuttosto che in quello, talvolta contorto, con cui sono presentati nel testo stesso.

### Vocazione di Geremia e riforma religiosa di Giosia
La vocazione di Geremia, attestata attorno al 627 a.C., si colloca nella seconda metà del regno di Giosia, un sovrano abbastanza illuminato, almeno stando ai riferimenti biblici e alle fonti storiche, ricordato per un buon governo, ma soprattutto per la grande riforma religiosa avviata attorno al 622 a.C. All'interno di questa riforma nasce la letteratura deuteronomistica, una vera e propria seconda legge presentata come una rivisitazione sostanziale della legge di Mosè.
In questo periodo, Geremia critica duramente le molte infedeltà di Israele nei confronti di Jhwh, le gravi ingiustizie sociali, la diffusa pratica dell'idolatria, e molti altri comportamenti che egli ritiene aberranti e sicura causa di una dura punizione nel prossimo futuro. Molti di questi elementi sono anche bersaglio della riforma di Giosia, per cui molti ritengono che Geremia sia stato quanto meno un sostenitore della riforma, anche se non sappiamo se vi abbia concretamente collaborato. Neppure sappiamo se la sua predicazione abbia contribuito all'avvio della riforma, o se Giosia abbia agito di sua iniziativa.
In questa prima fase, Geremia non si limita ad illustrare drammaticamente le disgrazie che incombono su Israele, ma ne fornisce anche una spiegazione teologica, legandole puntualmente alle gravi colpe di cui Israele si è macchiata nei confronti dell'alleanza. Ad esempio, l'adesione a pratiche idolatre nei confronti di divinità straniere saranno causa della sottomissione allo straniero, la ribellione a Jhwh provoca la ribellione della natura contro l'uomo, e la ricerca del proprio esclusivo interesse provoca gravi disordini sociali.
I suoi contemporanei restano però sordi alla sua predicazione, forse considerando le sue premonizioni assolutamente improbabili in una fase di sostanziale pace e benessere per la nazione. D'altronde, essi sono convinti di essere comunque al sicuro grazie al tempio di Gerusalemme, ma Geremia frantuma anche questa illusione, ricordando loro la fine del tempio di Silo, nel regno di Israele, distrutto già molti anni prima: il tempio da solo non basta, se mancano giustizia sociale e sincera fedeltà all'alleanza.

### Da Giosia a Ioiakim: verso la fine dell'indipendenza
La sicumera degli Israeliti si infrange infine contro il mutare improvviso dello scenario internazionale, sul finire del regno di Giosia. Dopo che l'assiro Assurbanipal ha invaso l'Egitto, nel 612 a.C. l'astro nascente Nabucodonosor, re dei babilonesi, espugna Ninive, capitale dell'impero assiro. In Egitto Necao II approfitta del crollo della potenza assira prendendo il potere e tentando di aggredire a sua volta i babilonesi. Nella sua avanzata verso oriente, nel 609 a.C. affronta in battaglia lo stesso Giosia, che rimane ucciso. L'erede al trono Ioacaz viene poi spodestato da Necao che gli sostituisce il fratello Ioiakim, al quale però impone un pesante tributo.
Ioiakim annulla sostanzialmente gli effetti della riforma del padre, e regna con modi dispotici e brutali, anche costretto dalla necessità di pagare il tributo a Necao. Introduce nuove pratiche idolatre persino nel tempio, con grande scandalo di Geremia.
Dopo la morte di Necao nella battaglia di Karkemiš del 605 a.C. contro i babilonesi, Ioiakim diviene vassallo di Nabucodonosor. Geremia predice nuovamente l'invasione nemica da settentrione, questa volta ben identificata, e l'inevitabile fine di Gerusalemme. Invia a Ioiakim un rotolo dettato al suo fedele aiutante Baruc, contenente tutte le sue profezie in proposito, ma il re, per tutta risposta, fa bruciare il rotolo in un braciere.

### Prima deportazione in Babilonia
Pochi anni dopo, attorno al 602 a.C., sottovalutando la potenza babilonese e le profezie di Geremia, Ioiakim si ribella a Nabucodonosor, che però assedia Gerusalemme nel 598 a.C., espugnandola l'anno dopo. Ioiakim muore prima di vedere Gerusalemme espugnata, lasciando il trono a suo figlio Ioiakin, detto anche Ieconia. Questi viene però deportato in territorio babilonese, insieme a sua madre e a una parte dei notabili di Giuda. Nabucodonosor lascia sul trono Sedecia, giovane zio di Ioiakin.
La carovana dei deportati viene radunata presso Rāma, località ad est di Gerusalemme, prima della partenza per Babilonia. Geremia si riferisce a questo episodio con uno dei suoi oracoli più noti, successivamente citato dal vangelo di Matteo come profezia della strage degli innocenti.
Dopo la prima deportazione, Geremia predica l'inutilità della resistenza ai babilonesi, scagliandosi contro i falsi profeti che, come sirene, raccontano agli ebrei di un illusorio futuro di pace e prosperità. Stessi rimproveri per il re, la sua corte e tutti i notabili. Questo messaggio è talmente insopportabile per gli Israeliti, che Geremia viene infine imprigionato nell'atrio della guardia. Sedecia, forse ritenendolo realmente ispirato, lo manda a consultare più volte, ma Geremia non lo risparmia: Sedecia sarà catturato, guarderà il re dei caldei negli occhi, ma non sarà ucciso, andrà in Babilonia e morirà in pace.

### Seconda deportazione in Babilonia
Nel 588 a.C. Sedecia, con decisione assai imprudente, rompe il trattato di vassallaggio con i babilonesi, provocando, nel 586 a.C., il secondo assedio di Gerusalemme, il saccheggio e la distruzione del tempio, e una seconda e assai più dura deportazione. Durante l'assedio, la predicazione di Geremia è tale da indurre alcuni notabili a gettarlo in una cisterna di fango per evitare che demoralizzi i soldati. Poco dopo sarà però liberato grazie all'intervento di un eunuco di corte che rivela al re quanto accaduto. Successivamente, Sedecia lo consulta ancora una volta di nascosto, sperando in una parola di salvezza almeno per lui, ma Geremia insiste: solo chi si consegnerà spontaneamente ai caldei avrà salva la vita.
Alla caduta di Gerusalemme, Sedecia fugge, ma viene raggiunto e condotto al cospetto di Nabucodonosor, che lo fa accecare dopo averlo costretto ad assistere al supplizio dei suoi figli. Morirà anni dopo in Babilonia. Il legittimo erede Ieconia e sua madre sono invece accolti a corte e trattati come dei pari del regno.
Il regno di Giuda ha così termine, e al suo posto resta una provincia dell'impero babilonese, sotto il comando del notabile ebreo Godolia. Il capo delle guardie di Nabucodonosor concede a Geremia, che intanto aveva continuato a predicare la sottomissione ai babilonesi e la vanità di qualsiasi speranza di evitare la punizione divina da essi impersonata, la libertà di scegliere se restare in Giuda o andare in Babilonia.

### Ultime vicissitudini del profeta
Geremia decide di restare, ma poco tempo dopo Godolia viene ucciso da una congiura. I congiurati massacrano numerosi soldati caldei, e costringono molti ebrei a seguirli. Gli ebrei fedeli a Godolia, saputa la cosa, inseguono i congiurati costringendoli alla fuga, liberano tutti gli ebrei rapiti ma, temendo una dura reazione babilonese al massacro, pensano di fuggire in Egitto.
Per la prima volta, Geremia viene interpellato dai notabili per conoscere la volontà di Jhwh. Egli rivela che quanti si rifugeranno in Egitto saranno raggiunti dalla fame, dalla peste e dalla spada, mentre quanti resteranno in Giuda accettando il giogo babilonese si salveranno. Anche questa volta, non viene ascoltato, e anzi duramente biasimato come falso profeta e millantatore, e da questo momento si perdono le sue tracce, anche se il testo procede con alcuni altri oracoli contro le nazioni.

## Struttura del testo e temi principali
La lettura del "Libro di Geremia", come di altri testi profetici biblici, pone problemi non banali: forse per il carattere stesso dell'autore e della sua ispirazione, forse per le vicissitudini che hanno successivamente portato alla stesura della redazione a noi pervenuta, il testo è caratterizzato da frequenti cambi di contesto, sia nello spazio, sia nel tempo, per cui il lettore può essere facilmente spiazzato.
Forse il modo migliore per affrontare questa lettura con soddisfazione è considerarlo come una raccolta di poesie, senza pretendere di riconoscere un filo conduttore, e cercando invece di rintracciare i temi principali che, indipendentemente dalle coordinate spazio-temporali, riaffiorano continuamente qua e là, conservando una sostanziale coerenza.
Il testo passa senza pause dai versi alla prosa, da un soggetto ad un altro, da una persona ad un'altra, in modo spesso vivace, ma anche difficile alla lettura. Non sempre la punteggiatura è sufficiente per capire chi sta parlando.
Detto questo, si può dare una prima semplice distinzione fra le varie parti del testo: oracoli e materiale narrativo. Quest'ultimo è facilmente riconoscibile dall'uso della prosa e della terza persona riferita a Geremia. Gli oracoli, invece, anche quando sembrano fortemente legati ad un episodio storico, sono prevalentemente in versi e il profeta parla in prima persona.
Fra gli oracoli, poi, si possono distinguere quelli contro Giuda e Gerusalemme da quelli contro le nazioni. Quasi tutti sono introdotti, e spesso inframezzati, dall'espressione 'oracolo di Jhwh, Signore del mondo, Dio di Israele'.

### Contro Giuda e Gerusalemme
Gli oracoli contro Giuda e Gerusalemme sono fra i più belli: Geremia non usa mezzi termini per condannare le molte colpe di Giuda. Proprio nei primi capitoli Jhwh, parlando per mezzo di Geremia, chiama come testimoni di queste colpe il cielo e la terra, in una requisitoria drammatica e incalzante, che si conclude con una liturgia penitenziale del popolo pentito.
Altri oracoli puntano il dito contro la fede ormai superficiale, che ha ridotto i riti prescritti dalla Legge a mere pratiche magiche e superstiziose. La presenza del Tempio in Gerusalemme sembra dare agli ebrei una sicurezza che però, ammonisce il profeta, è del tutto mal riposta: il tempio di Jhwh sarà distrutto come quello di Silo nel Nord.
Non mancano comunque parole di consolazione: molti di questi oracoli si concludono infatti con la promessa di un futuro radioso per Gerusalemme, anche se non prima che si sia compiuta la giusta punizione. Jhwh non manca alla parola data ad Abramo, quindi le sventure minacciate da Geremia non sono mai definitive.

### Contro l'idolatria
Questi oracoli non sempre sono distinti da quelli contro Giuda e Gerusalemme. Spesso ne sono un complemento, perché l'idolatria, fra le tante colpe di Giuda, è forse la più odiosa e abominevole agli occhi di Jhwh. Anzi, Geremia spiega che, proprio come gli ebrei si sono spontaneamente assoggettati a idoli stranieri, così, per contrappasso, saranno assoggettati a potenze straniere.
Per ridicolizzare l'idolatria Geremia ricorre al repertorio classico della letteratura profetica: gli idoli non respirano, non parlano, devono essere trasportati. Peggio, sono costruiti dalle mani di quegli stessi che poi si inchinano davanti a loro invocandone la protezione. Che aiuto potranno dare agli ebrei?

### Contro le nazioni
Il regno di Giuda aveva sempre dovuto fare i conti con i regni vicini, spesso militarmente. Fra le nazioni ci sono quindi prima di tutto i numerosi piccoli regni vicini, da sempre odiati nemici. Ma in Geremia, ovviamente, le nazioni più importanti sono i grandi protagonisti del suo tempo: Egitto, Assiria, Babilonia.
All'Egitto dedica parole sprezzanti: in poco tempo, il faraone passa dai sogni di gloria alla completa rovina. Geremia ridicolizza anche gli ebrei che pretendono di allearsi con lui, pensando che la sua ascesa sia inarrestabile.
A Babilonia, Geremia dedica molti di questi oracoli, fra cui uno che copre alcuni degli ultimi capitoli. Babilonia, indocile esecutore del disegno divino, si gonfia di superbia, insuperabile fra tutte le nazioni, ma il suo destino è segnato: non resterà di lei che una desolazione, terminata la parte che Jhwh le ha assegnato, punire Giuda e ricondurlo finalmente alla fedeltà dell'alleanza.